# Partido Socialista Árabe Egipcio
El Partido Socialista Árabe Egipcio (en árabe: حزب مصر العربي الاشتراكي‎ Hizb Misr Al-'Arabi Al-Ishtaraki) es un partido nacionalista árabe y socialista islámico egipcio con un escaso número de miembros.
Este partido, en general, propugna la defensa de las conquistas de la Revolución de Egipto de 1952.
Se desarrolló en el contexto de la diferenciación, a partir de 1974, de la Unión Socialista Árabe en tres plataformas políticas (derecha, centro, izquierda). Representaba a la tendencia de centro, pro sadatista, presidida por el entonces primer ministro Mamduh Salem.
En 2005, el partido nominó a su jefe, el Sr. Wahid Al-Uksory, como candidato a las primeras elecciones presidenciales competitivas del país en 2005.

## Plataforma
En su plataforma política, el partido propugna:
- Adopción de la Sharia islámica como fuente principal para la legislación.
- Libertad de culto.
- Libertad de expresión.
- Preservación de la identidad islámica de Egipto.
- Democratización basada en el pluralismo político.
- Protección de la industria nacional.
- Distribución pareja de la inversión entre las gobernaciones del país.
- Unificación de los estados de Egipto, Sudán y Libia.
- Liberación de los territorios palestinos ocupados.
- Fortalecimiento de las relaciones con los países en desarrollo.